# Kemisk forbindelse
 For alternative betydninger, se Forbindelse.
 For alternative betydninger, se Stof.
En kemisk forbindelse er et kemisk stof, der består af flere forskellige typer atomer, der er bundet til hinanden af kemiske bindinger. Det er de kemiske bindinger mellem atomerne, der afgør hvilken slags kemisk forbindelse der er tale om. Hvis atomerne bindes sammen af et eller flere fælles elektronpar (kovalente bindinger), er det et molekyle, hvis det derimod holdes sammen af ionbindinger, så er det et salt.
De simpleste kemiske forbindelser er to-atomige molekyler som f.eks. CO. Mere komplekse forbindelser møder man for eksempel indenfor den organiske kemi og biokemien, hvor for eksempel proteiner og DNA er meget store molekyler, som kan indeholde millioner af atomer.
Ved en kemisk forbindelse kan stofferne, der indgår, sammen have en helt ny egenskab, end de har hver for sig. Et eksempel på det er NaCl, som består af natrium og chlor. Natrium er et meget aggressivt og reaktionsvilligt metal, og chlor er en giftig gas, men når de tiltrækker hinanden via elektriske kræfter, danner de det ganske fredelige salt natriumchlorid (i daglig tale kendt som bordsalt).
Nogle stoffer er mere tilbøjelige til at indgå i kemiske forbindelser end andre. For eksempel indgår luftarterne helium, neon, argon, krypton, xenon og radon næsten aldrig i kemiske forbindelser. Disse luftarter bliver kaldt for inaktive gasser eller ædelgasser. .

## Eksterne links
- IUPAC Compendium of Chemical Terminology - the Gold Book Arkiveret 24. januar 2010 hos  Wayback Machine

- Wikimedia Commons har flere filer relateret til Kemisk forbindelse

| Naturvidenskab | Spire Denne naturvidenskabsartikel er en spire som bør udbygges. Du er velkommen til at hjælpe Wikipedia ved at udvide den. |